# Clayton McMichen
Clayton 'Mac' McMichen (Allatoona (Georgia), 26 januari 1900 - Battletown (Kentucky), 4 januari 1970) was een Amerikaanse oldtime- en countryzanger.

## Jeugd
Volgens Clayton McMichen kwam zijn familie oorspronkelijk uit Schotland en emigreerden waarschijnlijk aan het begin van de 19e eeuw naar de Verenigde Staten, waar ze zich vestigden in Paulding County. In 1900 werd Clayton geboren in de kleine stad Allatoona.
Zijn vader Mitchell was een professionele violist en speelde in de stad in een hotel. Zijn repertoire bestond vooral uit Weense walsen. De jonge McMichen leerde vooreerst echter niet de fiddle spelen van zijn vader, omdat deze zijn instrument voor hem verstopte en hem verbood om erop te spelen. Op 11-jarige leeftijd werd hij echter meer beïnvloed door een zwarte muzikant, die door de familie Uncle werd genoemd. Dankzij Uncle leerde McMichen fiddle spelen en leerde hij zijn eerste nummer, het traditionele Sally Goodin'.
McMichen oefende daarna stiekem op de viool van zijn vader, terwijl deze op zijn werk was. Op een dag hoorde deze zijn zoon spelen en was zo onder de indruk, dat hij hem een eigen fiddle cadeau deed. Vanaf dit moment waren het zijn vader en zijn oom, die hem het spelen bijbrachten. Ook plaatselijke barn dance shows, waar zich de gemeenschap ontmoette en waarbij zijn vader soms speelde, waren van grote invloed op McMichen. In 1913 verhuisde de familie naar Atlanta, waar de 13-jarige McMichen een baan als automonteur aanvaardde. In 1922 behaalde hij de 2e plaats bij de Atlanta Fiddlers Conventions, een jaarlijks plaatsvindend fiddle-concours. Het is absoluut mogelijk, dat McMichen hier veel muzikanten ontmoette, waarmee hij later zou samenwerken.

## Carrière

### 1922 - 1925
Nog in hetzelfde jaar trad McMichen voor de eerste keer op bij de radio. Zes maanden nadat de zender WSB in Atlanta op uitzending was gegaan, verscheen hij samen met de Home Town Boys, tot deze tijd bestaande uit de Whitten Brothers (Charles en Mike) en de Hawkins Brothers (Boss en Ted), voor de eerste keer in het programma van het radiostation. Voor 18 september had hij voor zijn optreden jazz- en popnummers uitgezocht, zoals Alabama Jubilee, Dapper Dan en The Sunshine of Your Smile. Evenzo, twee dagen later, voerden McMichen en de Home Town Boys - opnieuw bij WSB - Ring Waltz, Sweet Bunch of Daisies en de bekende St. Louis-blues uit. Reeds in deze vroege fase werd duidelijk, dat McMichens muzikale smaak afweek van zijn tijdgenoten.
De bezetting van de Home Town Boys varieerde sterk. Nog in hetzelfde jaar vervoegde zich zanger en gitarist Riley Puckett bij McMichen en trad vaak met hem op bij WSB. Verdere leden waren Lowe Stokes en later ook Bob en Robert 'Punk' Stephens. De radio-optredens van de band kwamen bij de luisteraars goed aan en men kreeg steeds weer bijval van het publiek.
Tijdens een fiddler-conventie in augustus 1923 in Macon bezetten de Home Town Boys de voorste plaatsen. Terwijl Riley Puckett de 1e en Mike Whitten de 2e plaats opeiste bij het gitaarconcours, Ted Hawkins top-banjospeler werd en Charles Whitten de 3e plaats opeiste bij het fiddle-concours, kon McMichen zich op de 1e plaats spelen. Tijdens dit evenement kreeg McMichen ook de bijnaam 'The North-Georgia Wildcat'.
McMichen en de Home Town Boys werden tussen 1922 en 1926 een van de populairste bands bij WSB en waren daar regelmatig te horen, ook toen het aantal optredens op den duur verminderde. In juli 1925 maakten de Home Town Boys voor Okeh Records in de Columbia-studio in Atlanta hun eerste opnamen met Alabama Jubilee, Bully of the Town, Silver Bell en Sweet Bunch of Daisies. De bezetting tijdens deze sessie bestond uit Clayton McMichen (fiddle), Low Stokes (fiddle), Robert Stevens sr. (banjo) en Robert Stevens jr. (klarinet). Het gebruik van een klarinet schiep weer een verband  met jazz en andere populaire muziek, waaraan McMichen de voorkeur gaf. Stokes was geen regelmatig lid van de band, maar speelde slechts gitaar bij deze songs.
McMichens eerste Okeh-platen verkochten niet goed en bleven zijn enige bij dit label. De Home Town Boys speelden daarna minder samen, vooral door Robert Stephens overlijden. De band werd onderweg naar een show betrokken bij een auto-ongeluk, waarbij Stephens een gebroken nek opliep en overleed.

### 1926 - 1930
In april 1926 werd door Frank Walker, leider van Columbia Records Old-Time Tunes-sectie, een nieuwe stringband samengesteld, die naast McMichen bestond uit de muzikanten Riley Puckett (gitaar), Gid Tanner (fiddle), Fate Norris (banjo) en McMichens zwager Bert Layne (fiddle). Het scheen des te meer paradoxer, dat deze band in de komende jaren vooral bekend werd door hun traditionele fiddle-nummers, tot ontevredenheid van McMichen, hetgeen herhaaldelijk op ruzie uitliep. Reeds de eerste single Bully of the Town / Pass Around the Bottle werd een van de meest verkochte platen van het decennium, gevolgd door verdere hits. Het was des te erger voor McMichen, dat zijn naam niet voorkwam op de platen, want Frank Walker noemde zijn nieuwe superband Gid Tanner and his Skillet Lickers.
Gelijktijdig met het begin van de Skillit Lickers begon McMichen ook, als leider van zijn eigen band The Melody Men, platen op te nemen voor Columbia Records. De bezetting varieerde, bestond vaak echter uit drie fiddlers (Bert Layne, Low Stokes en McMichen), klarinettist Stranger Melone en Riley Puckett aan de gitaar. Het lukte McMichen uiteindelijk om Frank Walker ervan te overtuigen om hillbilly-versies op te nemen van popsongs, ook wanneer Walker verder sceptisch bleef. Popbands had hij genoeg kunnen vinden, daarvoor had hij geen landelijke fiddlers nodig. Echter al van de eerste single Let Me Call You Sweetheart / Sweet Bunch of Daisies onder de naam Clayton McMichen & His Melody Men, werden meer dan 100.000 exemplaren verkocht, hetgeen voor toenmalige verhoudingen een enorm aantal was. Aan de verkoopcijfers van de Skillet Lickers, die in zekere mate 200.000 verkochte exemplaren overtroffen, kon McMichen echter niet aanleunen.
Tot 1931 was McMichen onder contract bij Columbia Records en kon meerdere hits scoren. Desondanks stond Walker erop, dat McMichen verder oldtime-songs opnam. Onder de pseudoniemen Bob Nicols en Oscar Ford en onder de bandnaam McMichen-Layne String Orchestra (McMichen, Layne, Puckett) en Georgia Organ Grinders (McMichen, Layne, Stokes, Norris, Melvin Dupree, Dan Hornsby) publiceerde hij ook talrijke platen.

### 1930 - 1936
In 1929 ontmoette McMichen de gitarist Hoyt 'Slim' Bryant, waarin hij een perfecte muzikale partner had gevonden, omdat Bryant eveneens jazz speelde, nieuwe akkoordtechnieken beheerste en bovendien vertrouwd was met de traditionele oldtime-muziek. In december 1930 vonden voor  McMichen met zijn nieuwe band The Georgia Wildcats de eerste sessies plaats bij Columbia Records.
Tot 1931 trad McMichen met de Home Town Boys op bij WSB, verliet de radiozenderechter daarna, omdat de zenderleiding de daar optredende oldtime-muzikanten daarvoor geen gage betaalden. McMichen en Bryant wisselden derhalve aan het begin van 1931 naar WLW in Cincinnati en WCKY in Covington. In oktober van hetzelfde jaar organiseerde Columbia Records een laatste sessie van de Skillet Lickers, waarbij McMichen echter alleen aanwezig was, omdat het label hem voor zijn sessie zeer veel geld betaalde.
McMichens dagen bij de Skillet Lickers waren in 1931 definitief geteld. Hij wilde nooit meer met deze muzikanten samen spelen. Samen met Slim Bryant (gitaar), Bert Layne (fiddle), Pat Berryman (banjo) en Johnny Barfield (gitaar) ging McMichen als Clayton McMichen & his Georgia Wildcats op tournee door het zuiden van de Verenigde Staten. In 1931 was de band te beluisteren op WLW en WCKY, vanaf 1932 bij KDKA in Pittsburgh en bij WTAM in Cleveland. In de zomer van 1932 werden de Georgia Wildcats op een sessie uitgenodigd in New Jersey door Jimmie Rodgers, waar deze onder andere McMichens song Peach Pickin' Time in Georgia en Bryants compositie Mother, Queen of my Heart opnam.
Terwijl hij in New York was, speelde hij enkele concerten en maakte via Bob Miller contact met het label Crown Records, waarvoor hij kort daarna de eerste nummers opnam. De bezetting van de Georgia Wildcats week echter behoorlijk af van de aanvankelijke bezetting, want Berryman, Barfield en Layne hadden afscheid genomen. Daarvoor in de plaats kwamen Odie McWinders en Bob Miller. Na een verdere sessie voor Crown Records verlieten McMichen & The Wildcats New York weer en trokken verder naar Louisville, waar ze bij WHAS speelden. Voor Crown Records werden in totaal 24 songs opgenomen, die echter niet allemaal op plaat verschenen.
In oktober 1932 ging McMichen naar Chicago voor een verbintenis bij de National Barn Dance bij WLS, toentertijd de succesvolste barn dance show van het land. In het voorjaar, nadat McMichen zich een grotere populariteit bij het publiek van de barn dance shows had verworven, haalde hij de Georgia Wildcats over, die op dit moment altijd nog speelden bij WHAS. Ondertussen had zich Jack Dunnigan bij de band aangesloten. In 1933 was de wereldtentoonstelling in Chicago, waar McMichen en de Georgia Wildcats optraden en voor dit doel ook een radioshow vanuit een vliegtuig presenteerden, die werd uitgezonden via WLS.
Nadat de wereldtentoonstelling in de herfst van 1933 ten einde ging, werden de aanbiedingen minder, zodat McMichen en Bryant na een korte tussenstop bij WGY in Schenectady terugkeerden naar Louisville. De Georgia Wildcats werden in 1935 uitgebreid met Raymond 'Loppy' Bryant (bas) en Dave Durham (trompet/saxofoon). De oude leden Pat Berryman en Jack Dunnigan speelden ook in de band.De daaropvolgende jaren werden verder gekenmerkt door optredens bij verschillende zenders, waaronder KMOX in St. Louis, WCKY in Covington en WLW in Cincinnati. In de herfst van 1936 werd McMichen gecontracteerd door de leiding van de Grand Ole Opry in Nashville, een van de bekendste barn dance shows. McMichen & The Wildcats (zonder Slim Bryant) speelden tot het voorjaar van 1937 in de Opry, maar verlieten de show, omdat het management te weinig betaalde en McMichen lucratievere aanbiedingen in het vooruitzicht had. Tijdens deze periode vervoegde zich ook de jonge gitarist Merle Travis bij de band.

### 1937 - 1939
In 1937 kreeg McMichen een contract bij Decca Records, dat tijdens de voorgaande jaren sterk aan betekenis op de Amerikaanse platenmarkt had gewonnen. In juli 1937 namen McMichen & The Georgia Wildcats hun eerste sessie op voor Decca Records. In totaal ontstonden op deze dag tien nummers, waaronder In the Pines, Bile Dem Cabbage Down en Sweet Bunch of Daisies. De laatste was zijn eerste grote succes bij Columbia Records en werd door hem gebruikt als herkenningsmelodie tijdens zijn radioshows in Louisville. De stijl van de Wildcats had zich tijdens de laatste jaren sterk ontwikkeld richting western-swing, maar desondanks speelden de Wildcats altijd nog in een traditionele stringband-formatie. Andere vooraanstaande western swing-muzikanten van deze tijd, waaronder Bob Wills, Milton Brown en Cliff Bruner hadden hun bands uitgebreid naar orkestformaat, waarin ook drums, blazers en piano werden ingezet.
McMichen & The Wildcats keerden in de zomer van 1937 voor een tweede sessie terug naar de Decca-studio's. In 1939 had McMichen de laatste sessie voor Decca Records, tijdens welke hij uitsluitend medleys opnam. In totaal werden in meer of minder korte duur 18 verschillende songs opgenomen, waaronder talrijke oldtime-nummers (Old Joe Clark, Shortenin' Bread, Pretty Little Widder).

### 1940 - 1970
Tussen 1939 en 1945 reisde McMichen verder rond en trad vaak op tijdens in scène gezette fiddlers' festivals, meestal met Natchee the Indian en later met Sleepy Martin. Deze festivals werden door Larry Sunbroke georganiseerd en vonden veel bijval bij het publiek.
McMichen vestigde zich in 1945 definitief in Louisville, nadat hij 14 jaar lang had gereisd door de Verenigde Staten. Zijn band wijzigde hij in een dixieland-jazz groep, waarmee hij dagelijks te horen was bij WAVE. Kort na de oprichting van het Georgia Wildcat Modern Dance Orchestra scheiden zich de wegen van McMichen, Bryant, Dunnigan en anderen, om hun eigen carrière te bespoedigen. McMichens nieuwe band bestond uit Orville Furrow (saxofoon, klarinet), Eddie Reinhard (piano), Paul Swain (saxofoon, klarinet, fluit), Gene Edwards (saxofoon, klarinet), Dave Durham (trompet, fiddle), Bill Swain (bas) en Jimmie Pearson (drums). Samen met zijn band trad McMichen op in danszalen in Kentucky en Indiana. Hij bleef een gerespecteerd muzikant, had een eigen tv-show en speelde ook in plaatselijke bars. Hijzelf was ook eigenaar van de bar Pappy McMichen in de Springstreet in Louisville. In 1955 besloot McMichen om zich voortijdig terug te trekken uit de muziekbusiness, maar bleef desondanks verbonden met de muziek.
Tijdens de jaren 1960 werden McMichens opnamen, vooral zijn werken uit de jaren 1920, herontdekt en ook de persoon McMichen stond weer in de schijnwerpers. Een jong publiek, geïnspireerd door nieuwe folkmuzikanten als Bob Dylan, richtten zich tot de oude artiesten en ontketenden aldus het folkrevival. Naast optredens en talrijke folkfestivals, zoals Bill Monroe's Orange Blossom Bluegrass Festival, werd McMichen ook enkele malen geïnterviewd en er verschenen artikels over hem in de vakpers.

## Overlijden
Clayton McMichen overleed op 4 januari 1970 op bijna 70-jarige leeftijd in Battletown (Kentucky).

## Discografie
OKeh Records
- 1925 Dance in the Light of the Moon / Alabama Jubilee (A-kant van de Emmett-Aiken String Band)
Ballin' the Jack and the Nigger Blues / Bully of the Town (A-kant van Claude Watson & L. McCreighton)

Columbia Records (als Melody Men)
- 1927:	Let Me Call You Sweetheart / Sweet Bunch of Daisies
House of David Blues / Down Yonder
Fiddlin' Medley / St. Louis Blues
Missouri Waltz / Aloha Oe
Fifty Years Ago / My Carolina Home
When You and I Were Young, Maggie / Silver Threads Among the Gold
Original Arkansas Traveler #1 / Original Arkansas Traveler #2 (met Dan Hornsby)
? / Corn Licker Still in Georgia #4
Home Sweet Home / Where the River Shannon Flows
Ain't She Sweet / Darling Nellie Gray
Blind Child's Prayer #1 / Blind Child's Prayer #2
Lonesome Mama Blues / Wabash Blues
? / Daisies Won't Tell
Corn Licker Still in Georgia #5 / Corn Licker Still in Georgia #6
When You're Far From the One Who Loves You / Sailing on the Bay of Tripoli
Corn Licker Still in Georgia #7 / Corn Licker Still in Georgia #8
Kickapoo Medicine Show #1 / Kickapoo Medicine Show #2
A Night in a Blind Tiger / A Night In a Blind Tiger
Corn Licker Still in Georgia #9 / Corn Licker Still in Georgia #10
Honolulu Moon / When Clouds Have Wanished
1930:	Taking the Census #1 / Taking the Census #2
Jeremiah Hopkins Store #1 / Jeremiah Hopkins Store #2
Corn Licker Still in Georgia #11 / Corn Licker Still in Georgia #12
? / Prohibition Yes or No? #2
Fiddler's Convention in Georgia #3 / Fiddler's Convention in Georgia #4
Bee Hunt on the Hill For Sartin Creek #1 / Bee Hunt on the Hill For Sartin Creek #2
Corn Licker Still in Georgia #13 / Corn Licker Still in Georgia #14
When the Bloom Is on the Sage / Yum Yum Blues
Wild Cat Rag / Sweet Floreine

Crown Records
- Singing an Old Hymn / Wreck of the Old 97 (B-kant van Slim Bryant)
Hog Trough Reel / Georgia Wildcat Breakdown
Back in Tennessee / Way Down in Caroline (A-kant van Slim Bryant)
Arkansas Traveler / Ida Red
I Don't Love Nobody / Old Joe Clark
Yum Yum Blues / Four Cent Cotton (A-kant van Slim Bryant; B-kant van Bud Thompson)
Red Wing / When the Bloom Is on the Sage (A-kant als Joe & Bob Nichols)
Counting Cross Ties / Bummin' on the I.C. Line (B-kant van Bud Thompson)
Blue Hills of Virginia / Little Log Cabin in the Lane (als Joe & Bob Nichols, waarschijnlijk niet Clayton McMichen [!])

Decca Records
- Sweet Bunch of Daisies / Frankie and Johnnie
I Want My Rib / Yum Yum Blues
Bile Dem Cabbage Down / Farewell Blues
Under Old Kentucky Moon / In the Pines
Georgianna Moon / Chicken Don't Roost Too High
I'm Free a Little Bird As Can Be / Anna from Indiana
Is There Still Room for Me / Alexander's Ragtime Band
I Gotta Ketchup My Setting / Only a Faded Rose
Please Don't Sell My Pappy / Mary Lou
St. Louis Woman / I'm Gonna Learn to Swing
Whispering / Trail of Lonesome Pine
Wang Wang Blues / Downheated Blues
Put Your Arms Around Me Honey / Just an Old Chimney Shack
What Good Will It Do / All Thru the Night
Free As a Little Bird #2 / My Gal's a Lulu
I Cannot Tell a Lie / I Whonder Who's Kissin' Her
Dream Trail / Jesse James
Don't Trouble Me / I'm Riding Trail Back Home
Lil Darling I'll Be Yours / Rose of Shenadoah Vall
Misery on My Mind / Couldn't Tell By the Look
Just Tell Them You Saw Me / Lily that Bloomed for Me
Put On Your Old Grey Bonnet / Old Fashioned Locket
Don't Sell Papy No More Rum / Pur Your Arms Around Me, Honey

Continental Records
- Hills of Arkansas / Free Wheelin' Hobo (A-kant van Bob's Boys)

- Bibliothèque nationale de France: cb13997959t (data)
- International Standard Name Identifier: 0000 0000 3938 9093
- Library of Congress Control Number: no00027092
- MusicBrainz: 7dcc35d8-f317-4c79-bdfa-0f5959014d7a
- SNAC: w6z90r9r
- Virtual International Authority File: 70930920
- WorldCat: E39PBJqVPdpGBbxvp6Kfk4ckjC